# Mimegralla suzukiana
Mimegralla suzukiana är en tvåvingeart som först beskrevs av Matsumura 1916.  Mimegralla suzukiana ingår i släktet Mimegralla och familjen skridflugor. Inga underarter finns listade i Catalogue of Life.